# نادي 1%
ناي 1% (بالإنجليزية: 1%Club)‏هي منظمة غير ربحية تستخدم منصة عبر الإنترنت لربط الأشخاص ذوي الأفكار في البلدان النامية بالأشخاص والأموال والمعرفة في جميع أنحاء العالم. الفكرة الأساسية هي أن الأشخاص أو المنظمات يمكن أن تقدم 1% من وقتهم ومعارفهم ودخلهم مباشرة لمشروع تنموي من اختيارهم. ويجب أن تكون هذه المشاريع مستدامة وتعمل على تحفيز الاعتماد على الذات لدى الأفراد في أي مكان في العالم وتحسين مستوى معيشتهم.

## المؤسسون
تم تأسيس نادي 1% على يد آنا شوجناكا وبارت لاكروا اللذين يتمتعان بخلفية في مجال التعاون الإنمائي. بدأت آنا تشوجناكا العمل كممثلة للشباب في الاجتماع العام للأمم المتحدة عام 2003. عملت أيضا كقائد حملة في منظمة التجارة العادلة الأصلية. بالإضافة إلى ذلك، آنا عضو في مؤسسة وورلد كونيكتور البحثية، وهي مؤسسة بحثية للتعاون الدولي.
عمل بارت لاكروا في قارة افريقيا في تنزانيا كمدير أعمال وتسويق في VSO. أيضا كان مستشار للتسويق عبر الإنترنت لشركة Africa Interactive وعمل مدير للمشروع في Butterfly Works  وتخصص كلاهما في تطبيق ويب 2.0 من أجل زيادة المشاركة والديمقراطية وتمكين الفئات المحرومة في جميع أنحاء العالم.

## تاريخه
تأسس نادي 1% عام 2008. وتم إطلاق الموقع الهولندي في 1 أبريل 2008. تم إطلاق الموقع الدولي في 12 مارس 2010. لقد طورت آنا تشوجناتسكا رؤية مفادها أن الأموال المخصصة للتنمية يمكن إنفاقها بشكل أفضل، خاصة وأن الإنترنت كان يتطور إلى نظام تعاون كبير حيث تمكن الأشخاص الذين لم يلتقوا ببعضهم البعض من إنشاء أشياء معا، على سبيل المثال ويكيبيديا! ولهذا السبب تساءلت عما يمكن أن يحدث إذا تم استخدام مثل هذا النظام لقضايا التنمية. كما توصل بارت لاكروا إلى فكرة مفادها أن الناس في أيامنا هذه يريدون أن يكون لهم تأثير شخصي على التعاون الإنمائي وأنهم يريدون أن يروا ماذا يحدث لأموالهم.
تمت كتابة بيان التعاون الدولي 2.0. يذكر هذا البيان أننا نعيش في عالم حيث يتم تقسيم الموارد الاقتصادية بشكل غير متساوٍ. إن الطريقة "1.0" للتعامل مع هذا الأمر تتطلب من السلطات أن تضع سياسة ثابتة لعدة سنوات لمكافحة الفقر. في التعاون الدولي 2.0، الشعب لديه السلطة. لقد أصبح الإنترنت متاح للجميع في أنحاء العالم مما جعلنا الجيل الأول الذي يمتلك المعرفة والوسائل للتعاون على نطاق عالمي. ولهذا السبب تم تصميم منصة السوق عبر الإنترنت حيث يمكن البدء في المشاريع ويمكن للأشخاص اختيار المشاريع التي يريدون توجيه أموالهم أو وقتهم أو معرفتهم إليها بشكل شخصي. يجمع هذا الموقع بين مواقع التواصل الاجتماعي: حيث يقوم كل من الأشخاص الذين أنشأوا مشروعًا والأعضاء بتقديم أنفسهم بطريقة تفاعلية ويشرحون سبب دعمهم لمشاريع معينة من خلال هداياهم أو وقتهم.

## التعاون الدولي 2.0
يتميز "التعاون الدولي 2.0" بالتعاون الضخم والتنظيم الذاتي والتسويق مفتوح المصدر والذكاء الجماعي والمصادر الجماعية. قررت آنا شوجناكا وبارت لاكروا تطبيق هذا المفهوم على التعاون التنموي. في جوهر الأمر، يظل الإنسان في المركز، حيث يمتلك القدرة على تشكيل عالمه الخاص. تستند هذه الفكرة إلى تمكين المشاركين في السوق ليصبحوا أصحاب القرار في العملية بدلاً من تلقي التوجيهات من الأعلى. وبهذه الطريقة، نسعى معًا إلى إيجاد حلول لمشكلة الفقر. من خلال الجمع بين طاقات الأفراد وشغفهم ومواردهم وخبراتهم ومعارفهم على نطاق عالمي، تنشأ منظومة تدعم التعاون التنموي الفردي على مستوى العالم. يتيح هذا للأشخاص التواصل، وتبادل المعلومات عبر الإنترنت، ومشاركة المعرفة المتخصصة، وطرح الأسئلة الدقيقة، وتقديم الخبرات والحلول العملية.

## الهيكل التنظيمي
لجنة التوصية مكونة من رئيس الوزراء الهولندي السابق رود لوبرز، والحاخام أبراهام سويتندورب، والمحامي والأستاذ تينكي لامبوي والمحامية نعيمة طاهر. في الوقت الحالي يعمل 6 أشخاص في مكاتب نادي 1% في أمستردام ونيروبي ( كينيا ). يتم دعمهم من قبل المتطوعين والمتدربين والشركاء (مثل أكسنتشر ).

## التمويل
يقوم نادي 1% بحساب رسوم خدمة بنسبة 1% لكل تبرع من الأفراد و5% من الشركات. كما يغطي الرعاة والمنح أيضًا تكاليفه الخاصة. قام النادي بتطوير النسخة الأولى من الموقع الإلكتروني بفضل منحة البدء من NCDO. في عامي 2009و2010، حصل نادي ١٪ على منحة من وزارة الخارجية الهولندية ضمن فئة "الشباب المتجدد". كما حصل على منحة MFSII من عام 2011 إلى عام 2016. ولذلك، انضم نادي ١٪ إلى تحالف IMPACT (الإجراءات المبتكرة للتخفيف من حدة الفقر). انضمت أيضًا إلى هذا التحالف منظمة أوكسفام نوفيب، ومنظمة باترفلاي ووركس، وسومو، وهيردا، ومنظمة فيرفود.

## المشاريع
في نادي 1%، المسؤولية الفردية والثقة لها أهمية كبيرة. لدى الأعضاء صفحة ملف تعريفية خاصة بهم ويمكنهم اختيار المشاريع التي يريدون دعمها. يمكن لجميع الناس رؤية أين تقف المشاريع، وأين تذهب الأموال والمعرفة والوقت وما هو التقدم المحرز. من الممكن مراقبة ما سار بشكل جيد وما سار بشكل خاطئ. وفي النهاية يمكننا أن نرى ما إذا كان المشروع قد اكتمل أم لا. الأشخاص الذين يديرون المشاريع مسؤولون عن نتائج المشروع وعليهم أن يوضحوا من هم وماذا يفعلون ولماذا يفعلون ذلك. يجب أن تكون كافة المعارف والمعلومات المتعلقة بالمشاريع متاحة بشكل مباشر للجميع. بعض الشروط لكي تصبح مشروعًا لنادي 1% هي:
- يجب أن يكون أصحاب المشروع مقيمين في دولة نامية (مذكورة في قائمة لجنة المساعدة الإنمائية)؛ [15]
- يجب أن تكون المشاريع صغيرة وملموسة ومحدودة في الوقت والموارد؛
- يمكن للمشاريع أن تتلقى مساهمة قصوى قدرها 5000 يورو من نادي 1%؛
- يجب أن يكون لدى مالك المشروع اتصال بالإنترنت حتى يتمكن من تقديم التحديثات بانتظام؛ [7]

## روابط خارجية
- الموقع الرسمي
- Official Dutch site
- Website Worldconnectors
- Website NCDO